# Mahidol Adulyadej
Mahidol Adulyadej ((thai: สมเด็จเจ้าฟ้ามหิดลอดุลยเดช กรมหลวงสงขลานครินทร์) oppure Mahidol Adulyadej il Principe Padre (thai: สมเด็จพระมหิตลาธิเบศร อดุลยเดชวิกรม พระบรมราชชนก, RTGS: Somdet Phra Mahitalathibet Adunyadetwikrom Phra Borommaratchachanok); Bangkok, 1º gennaio 1892 – Bangkok, 24 settembre 1929) è stato un principe thailandese, 69º figlio del sovrano Rama V e 7º della consorte Savang Vadhana e padre dei sovrani di Thailandia Rama VIII e Rama IX. Inoltre, è considerato tra i padri fondatori della medicina moderna e della salute pubblica in Thailandia.